# ペスカロロ・03
ぺスカロロ・03（Pescarolo 03）は、フランスのチーム、ぺスカロロ・チームによって製造および設計されたスポーツプロトタイプレーシングカー。 2012年のLMP1規定に適合し、ペスカロロ・01の後継機として設計されており、ホイールアーチに配置された空気抽出穴に加えて、必須のシャークフィンが含まれている。このマシンは2011年のル・マン24時間レースに出場した、アストンマーティン・AMR- Oneのカーボンファイバータブを使用し製造された。マシンは、2012年のル・マン24時間レースでデビューした。

## 開発
2012年のFIA世界耐久選手権に先立ち、アンリ・ペスカロロが新しいマシンのペスカロロ・03の基礎として車のカーボンファイバータブを使用することを目的として、2つの新しいアストンマーティン・AMR-Oneシャーシを取得したことが発表した。 この車は5年近く経過し老朽化した、ペスカロロ・01シャーシに取って代わる。後に、この車はラグジュアリーレーシングとペスカロロチームの共同コラボレーションになることが発表された。車は世界耐久選手権第2戦、スパ・フランコルシャン6時間レースでデビューする予定だったが、ペスカロロチームとラグジュアリーレーシングの間の計画された提携が崩壊し、スポーツカーコレクターのロアルドゲーテがプロジェクトを財政的に支援することになり、財政問題のために遅延した。 2012年のル・マン24時間レースでデビューしたとき、この車はAMR-Oneと多くの類似点があり、エンジンの取り付けはほぼ同じだった。ステアリングホイールとドライバーコントロールパネルなど多くの制御電子機器が引き継がれた。

## レース
2012年のル・マン24時間レースでデビューした、16号車ぺスカロロ・03だったが、わずか20周でリタイヤした。
ル・マンの後、ペスカロロ・チームは財政難に陥り、出走は叶わなかった。